# Drasa
Drasa is een geslacht van kevers uit de familie bladkevers (Chrysomelidae).
De wetenschappelijke naam van het geslacht werd in 1941 gepubliceerd door Gilbert Ernest Bryant.

## Soorten
- Drasa tetraspilota (Baly, 1865)
- Drasa tibialis (Bryant, 1941)
- Drasa viridipennis (Allard, 1890)